# Andrew Choi Chang-mu
Andrew Choi Chang-mu (최창무 en coreano) es el cuarto arzobispo de Gwangju. Nació el 15 de septiembre de 1936 en Paju, Gyeonggi, Corea del Sur. Fue ordenado sacerdote de la Archidiócesis de Seúl el 9 de junio de 1963.
El 3 de febrero de 1994 fue nombrado obispo auxiliar de Seúl y obispo titular de Flumenpiscense. El 9 de febrero de 1999, fue nombrado arzobispo coadjutor de Gwangju y sucedió al arzobispo Victorinus Youn Kong-hi después del retiro de este último el 11 de noviembre de 2000.